# Claudio Isabella
Claudio Isabella (Faido, 10 marzo 1989) è un hockeista su ghiaccio, allenatore di hockey su ghiaccio e politico svizzero con cittadinanza italiana.

## Carriera
Cresciuto hockeisticamente nel settore giovanile dell'HCAP, debutta nella National League A nella stagione 2008-09, sempre con la maglia dell'HCAP, il 22 novembre 2008 nella gara contro l'HC Davos.
Nella stagione 2009-10 ha giocato il pre-campionato con l'Ambrì per poi essere trasferito in National League B al Neuchatel, fino al ritiro di questa squadra dal campionato; è approdato infine all'Asiago Hockey, chiamato dal suo ex allenatore John Harrington.
Al termine della stagione è tornato in Svizzera, dove ha giocato per la prima parte della stagione in Nationalliga B con l'EHC Basel, e poi è sceso in Prima Lega con l'HC Chiasso. Ha giocato col Chiasso anche nella stagione successiva, salvo alcuni incontri in Seconda Lega col farm team HC Biasca 3 Valli. Ha poi vestito le maglie di GDT Bellinzona (2012-2013), HC Chiasso (2013-2015) e nuovamente Bellinzona (2015-2016, senza tuttavia giocare alcun incontro), con cui ha chiuso la carriera.
È stato nominato team manager del Bellinzona per la stagione 2016-2017.

## Politica
Nel 2019 viene eletto al Gran Consiglio con "il Centro".

## Statistiche
Statistiche aggiornate a luglio 2011.

### Club
| Stagione  | Squadra                    | Stagione regolare | Stagione regolare | Stagione regolare | Stagione regolare | Stagione regolare | Stagione regolare | Playoff | Playoff | Playoff | Playoff | Playoff |
| Stagione  | Squadra                    | Lega              | P                 | G                 | A                 | Pt                | PIM               | P       | G       | A       | Pt      | PIM     |
| --------- | -------------------------- | ----------------- | ----------------- | ----------------- | ----------------- | ----------------- | ----------------- | ------- | ------- | ------- | ------- | ------- |
| 2006-2007 | Ambrì-Piotta U20           | Elite Jr. A       | 39                | 16                | 17                | 33                | 34                |         |         |         |         |         |
| 2007-2008 | Giovanni Discatori Turrita | Switzerland3      | 17                | 0                 | 4                 | 4                 | 0                 | 4       | 1       | 1       | 2       | 0       |
|           | Ambrì-Piotta U20           | Elite Jr. A       | 38                | 20                | 16                | 36                | 28                | -       | -       | -       | -       | -       |
|           |                            | Playout           | 10                | 3                 | 9                 | 12                | 8                 | -       | -       | -       | -       | -       |
| 2008-2009 | Ambrì-Piotta               | NLA               | 2                 | 0                 | 0                 | 0                 | 0                 |         |         |         |         |         |
|           | Ambrì-Piotta U20           | Elite Jr. A       | 38                | 18                | 31                | 49                | 8                 | 5       | 3       | 2       | 5       | 4       |
|           | Giovanni Discatori Turrita | Switzerland3      | 14                | 3                 | 9                 | 12                | 18                | -       | -       | -       | -       | -       |
|           |                            | Playout           | 7                 | 1                 | 5                 | 6                 | 0                 | -       | -       | -       | -       | -       |
| 2009-2010 | Young Sprinters            | NLB               | 12                | 0                 | 0                 | 0                 | 2                 |         |         |         |         |         |
|           | Asiago                     | Italy             | 4                 | 0                 | 1                 | 1                 | 2                 | 2       | 0       | 0       | 0       | 2       |
| 2010-2011 | Basel                      | NLB               | 15                | 1                 | 1                 | 2                 | 2                 | -       | -       | -       | -       | -       |
|           | Chiasso                    | Switzerland3      | 16                | 9                 | 2                 | 11                | 16                | 7       | 3       | 2       | 5       | 6       |
| 2011-2012 | Chiasso                    | Switzerland3      | 16                | 2                 | 7                 | 9                 | 20                | -       | -       | -       | -       | -       |
|           | Biasca                     | Switzerland4      | 0                 | 0                 | 0                 | 0                 | 0                 |         |         |         |         |         |

## Palmarès

### Giocatore
- Terza Lega svizzera: 2

Cramosina: 2022-23, 2023-24